# Hymenoxys brandegeei
Hymenoxys brandegeei là một loài thực vật có hoa trong họ Cúc. Loài này được (Porter ex A.Gray) K.F.Parker mô tả khoa học đầu tiên năm 1950.